# Mercedes Paz
Mercedes María Paz (ur. 27 czerwca 1966 w San Miguel de Tucumán) – argentyńska tenisistka, reprezentantka kraju w Fed Cup, olimpijka z Seulu (1988) i Barcelony (1992).

## Kariera tenisowa
Zawodową tenisistką Paz była w latach 1984–1998.
Wygrała trzy turnieje singlowe i przegrała trzy finały w cyklu WTA Tour, natomiast w deblu triumfowała w dwudziestu imprezach WTA Tour.
W latach 1985–1998 reprezentowała Argentynę w Fed Cup. W 1986 roku dotarła z zespołem do półfinału grupy światowej (grając mecze deblowe z Gabrielą Sabatini), gdzie Argentynki poniosły porażkę z Czechosłowacji.
Startowała dwukrotnie na igrzyskach olimpijskich, w Seulu (1988) i Barcelonie (1992). W grze pojedynczej najdalej doszła do drugiej rundy w Seulu, natomiast w grze podwójnej do ćwierćfinału w Barcelonie, partnerując Patricii Tarabini.
W rankingu gry pojedynczej Paz najwyżej była na 28. miejscu (29 kwietnia 1991), a w klasyfikacji gry podwójnej na 12. pozycji (24 września 1990).

### Wygrane turnieje rangi WTA Tour

#### Gra pojedyncza
- 1985 São Paulo
- 1988 Guarujá
- 1990 Strasburg

#### Gra podwójna
- 1984 Tokio (z Ronni Reis)
- 1985 São Paulo, Monticello (z Gabrielą Sabatini)
- 1986 San Juan (z Lori McNeil)
- 1987 Hilton Head (z Evą Pfaff), Buenos Aires (Lori McNeil)
- 1988 Båstad (z Sandrą Cecchini), Bruksela (z Tine Scheuer-Larsen), Guarujá (z Bettiną Fulco-Villellą), Buenos Aires (z Gabrielą Sabatini)
- 1989 Tarente (z Sabriną Goleš), Strasburg (z Judith Wiesner), Bruksela (z Manon Bollegraf), Båstad (z Tine Scheuer-Larsen), Guarujá (z Patricią Tarabini)
- 1990 Amelia Island, Tampa, Barcelona (z Arantxą Sánchez Vicario), Båstad (Tine Scheuer-Larsen), Guarujá (z Patricią Tarabini)
- 1992 São Paulo (z Inés Gorrochategui)
- 1994 Auckland (z Patricią Hy-Boulais)

### Finały wielkoszlemowych turniejów juniorskich

#### Gra podwójna (1–0)
| Końcowy wynik | Rok  | Turniej | Nawierzchnia | Partnerka         | Przeciwniczki                    | Wynik finału  |
| Zwyciężczyni  | 1984 | US Open | Twarda       | Gabriela Sabatini | Stephanie London Cammy MacGregor | 6:4, 3:6, 6:2 |